# The Martinez Brothers

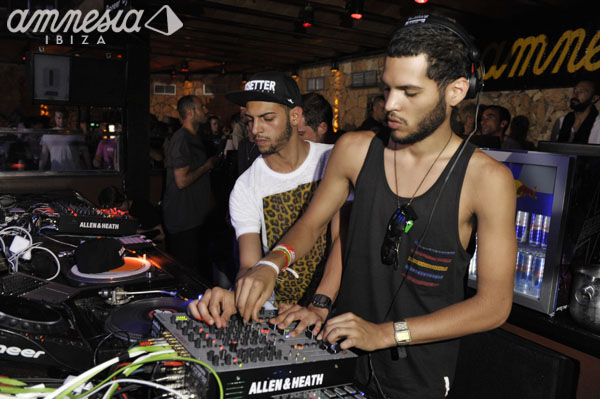
The Martinez Brothers

The Martinez Brothers sind die US-amerikanischen Brüder Chris und Steven Martinez, die als House-DJ- und Musikproduzententeam aktiv sind.

## Werdegang
Die Brüder Martinez wurden in der Bronx, New York City geboren. Ermutigt durch ihren Vater begannen sie das Musizieren und später das Auflegen von Dance-Music. Ab 2007 erschien ihre erste Single bei Dennis Ferrers Label Objektivity und sie wurden innerhalb der New Yorker Szene tätig. Seit 2011 spielen sie regelmäßig auf Ibiza.
Zu ihren größten Festivalauftritten gehört das EDC, Ultra, Tomorrowland, Time Warp Festival und Sonus Festival.

## Diskografie

### Singles & EPs
- 2007: My Rendition
- 2010: Don`t No Yet
- 2011: The Causeway
- 2012: H 2 Da Izzo
- 2015: I`ll Be There (mit Chic)
- 2016: Stuff in the Drunk (mit Miss Kittin)
- 2018: Blessed (mit Tiga)

### DJ-Mixe
- 2014: Cuttin` Headz Exposé (Mixmag)